# Leo IV (kejsare)
Leo IV, Leo Khazaren efter sin khazariska mor, född 25 januari 750, död 8 september 780, var bysantinsk kejsare 775-780. Han var sonson till Leo III och son till Konstantin V. Liksom fadern var han ikonoklast
och påverkades i hög grad av sin gemål Irene, med vilken han hade sonen Konstantin VI.
Leo gifte sig med Irene från Aten, vars förkärlek för ikondyrkan inte hindrade honom från att fullfölja faderns ikonoklastiska politik. Han vann segrar över bulgarer och saracener.